# ام‌وی آزور
ام‌وی آزور (به انگلیسی: MV Azores) یک کشتی است. این کشتی در سال ۱۹۴۶ ساخته شد.